# Brachythecium vellereum
Brachythecium vellereum är en bladmossart som beskrevs av Georg Friedrich von Jaeger 1878. Brachythecium vellereum ingår i släktet gräsmossor, och familjen Brachytheciaceae. Inga underarter finns listade i Catalogue of Life.